# Кришовець
46°29′ пн. ш. 16°29′ сх. д. / 46.48° пн. ш. 16.49° сх. д.
Кришовець (хорв. Križovec) — населений пункт у Хорватії, у Меджимурській жупанії у складі міста Мурсько Средище.

## Населення
Населення за даними перепису 2011 року становило 631 осіб.
Динаміка чисельності населення поселення:

## Клімат
Середня річна температура становить 10,07 °C, середня максимальна – 24,27 °C, а середня мінімальна – -6,68 °C. Середня річна кількість опадів – 801 мм.
| Клімат поселення                              | Клімат поселення | Клімат поселення | Клімат поселення | Клімат поселення | Клімат поселення | Клімат поселення | Клімат поселення | Клімат поселення | Клімат поселення | Клімат поселення | Клімат поселення | Клімат поселення | Клімат поселення |
| Показник                                      | Січ.             | Лют.             | Бер.             | Квіт.            | Трав.            | Черв.            | Лип.             | Серп.            | Вер.             | Жовт.            | Лист.            | Груд.            |                  |
| Середній максимум, °C                         | 5,22             | 7,40             | 11,96            | 16,42            | 21,32            | 24,27            | 23,90            | 23,36            | 19,40            | 14,01            | 8,34             | 4,66             |                  |
| Середня температура, °C                       | −0,72            | 1,44             | 6,02             | 10,47            | 15,36            | 18,32            | 19,97            | 19,40            | 15,46            | 10,06            | 4,38             | 0,70             |                  |
| Середній мінімум, °C                          | −6,68            | −4,52            | 0,06             | 4,50             | 9,41             | 12,36            | 16,01            | 15,44            | 11,51            | 6,11             | 0,43             | −3,25            |                  |
| Норма опадів, мм                              | 37               | 40               | 52               | 62               | 73               | 89               | 90               | 84               | 77               | 70               | 74               | 53               |                  |
| Середньомісячна швидкість вітру, м/с          | 2.00             | 2.22             | 2.60             | 2.62             | 2.40             | 2.20             | 2.10             | 1.90             | 1.90             | 1.90             | 2.10             | 2.10             |                  |
| Середньомісячна сонячна радіація, кДж/м²·день | 3946             | 6716             | 10499            | 14923            | 18960            | 20903            | 21314            | 18633            | 13777            | 8539             | 4403             | 3173             |                  |
| --------------------------------------------- | ---------------- | ---------------- | ---------------- | ---------------- | ---------------- | ---------------- | ---------------- | ---------------- | ---------------- | ---------------- | ---------------- | ---------------- | ---------------- |
| Джерело:                                      |                  |                  |                  |                  |                  |                  |                  |                  |                  |                  |                  |                  |                  |